# Kołobrzeg Wąskotorowy
Kołobrzeg Wąskotorowy – stacja kolejowa Kołobrzeskiej Kolei Wąskotorowej w Kołobrzegu. W 1962 została zamknięta.
Stacja była końcową dla linii wąskotorowej z Gościna.